# 杜保爾足球會
杜保爾足球會（FC Tobol）是一支位於哈薩克庫斯塔奈的職業足球會，目前於哈薩克超級足球聯賽角逐。

## 榮譽
- 哈薩克超級足球聯賽

冠軍 (1): 2010
- 哈薩克盃

冠軍 (1): 2007
- 歐洲足協圖圖盃[1]

冠軍 (1): 2007

## 外部連結
- Official site